# Spindletop
Spindletop es un campo petrolero ubicado en la parte sur de Beaumont, Texas, en los Estados Unidos. El 10 de enero de 1901, un pozo expulsó petróleo en forma incontrolada en la colina de Spindletop, formando un surtidor, que durante 9 días (hasta que pudo ser controlado), expulsó unos 16.000 m³ de petróleo diarios.
La colina de Spindletop fue generada por un domo de sal de la formación Louann, perteneciente al período geológico jurásico.
Gulf Oil y Texaco, ahora parte de Chevron Corporation, se formaron para desarrollar la producción en Spindletop. Según Daniel Yergin, el descubrimiento de Spindletop llevó a los Estados Unidos a la era del petróleo. Antes de descubrirse este yacimiento, el petróleo se usaba principalmente para la iluminación y como lubricante. Debido a la importante cantidad de petróleo descubierta, el uso de petróleo refinado como combustible para el consumo masivo se volvió de repente económicamente factible. 
El frenesí de la exploración petrolera y el desarrollo económico que generó en el estado se conocieron como el auge petrolero de Texas. Estados Unidos pronto se convirtió en el principal productor mundial de petróleo. 

## Historia
Durante mucho tiempo hubo sospechas de que pudiera haber petróleo bajo "Spindletop Hill". El área era conocida por sus vastos manantiales de azufre y las filtraciones de gas burbujeante capaz de arder. En agosto de 1892, George W. O'Brien, George W. Carroll, Pattillo Higgins y otros socios formaron la Gladys City Oil, Gas and Manufacturing Company para realizar perforaciones exploratorias en Spindletop Hill. La compañía perforó muchos pozos secos y tuvo problemas, ya que los inversores comenzaron a negarse a invertir más dinero en la perforación mientras no se encontrase petróleo.     
Pattillo Higgins dejó la compañía y se asoció con el Capitán Anthony F. Lucas, el experto líder en los Estados Unidos de domos de sal. Lucas firmó un contrato de arrendamiento en 1899 con la Gladys City Company y un acuerdo posterior con Higgins. Perforó hasta alcanzar los 180 m antes de quedarse sin dinero. Obtuvo fondos adicionales de John H. Galey y James M. Guffey de Pittsburgh, pero el acuerdo dejó a Lucas con solo una octava parte del contrato de arrendamiento y a Higgins sin nada.
Lucas continuó perforando, y el 10 de enero de 1901, a una profundidad de 347 m, lo que se conoce como el pozo Lucas Gusher o Lucas Geyser, sopló petróleo a más de 50 m de altura, a un ritmo de 16.000 m³ diarios. Pasaron nueve días antes de que el pozo fuera controlado.
Spindletop fue el mayor chorro de petróleo que el mundo había visto hasta la fecha, y catapultó a Beaumont a ser una ciudad alimentada por el auge del petróleo. Su población de 10.000 habitantes se triplicó en tres meses, y finalmente aumentó hasta 50.000 personas. La especulación llevó a que los precios de la tierra aumentaran rápidamente. A finales de 1902,  se habían formado más de 500  empresas y 285 pozos estaban en funcionamiento.
Spindletop fue el primer campo petrolífero encontrado en la costa del Golfo de los EE. UU.,  y propició más perforaciones y más descubrimientos de campos petrolíferos. Los perforadores de petróleo que buscaban otro Spindletop, se centraron particularmente en otros domos de sal, y con frecuencia tuvieron éxito. La costa del Golfo se convirtió en una importante región petrolera.     
Las leyes estatales antimonopolio impidieron que la Standard Oil, que entonces tenía el monopolio o casi monopolio de la industria petrolera en los estados del este, se introdujera agresivamente en el nuevo campo petrolero. El sentimiento populista contra Standard Oil fue particularmente fuerte en el momento del descubrimiento de Spindletop. En 1900, una empresa de comercialización de productos derivados del petróleo afiliada a Standard Oil había sido expulsada del estado por sus expeditivas prácticas comerciales. Aunque Standard construyó refinerías en el área, no pudo dominar los nuevos campos petroleros de la Costa del Golfo como lo había hecho en los estados del este. Como resultado, se originó una serie de nuevas compañías petroleras en Spindletop, como Texaco y Gulf Oil, que se convirtieron en formidables competidores de la Standard Oil.
Entre los que perforaron en Spindletop figuraba W. Scott Heywood, oriundo de Cleveland, Ohio, quien en 1901 realizó el primer descubrimiento de petróleo en la cercana parroquia Jeff Davis, en el suroeste de Luisiana. En 1932, Heywood fue elegido para un mandato en el Senado del estado de Louisiana.
La capacidad de Spindletop comenzó a disminuir rápidamente después de 1902, y los pozos produjeron tan solo 10.000 barriles diarios (unos 1600 m³ al día) en 1904. El 14 de noviembre de 1925, la Yount-Lee Oil Company llevó su pozo McFaddin No. 2 a una profundidad de alrededor de 800 m, provocando un segundo auge, que culminó en el año de producción pico del campo de 1927, durante el cual se produjeron 21 millones de barriles. En los 10 años posteriores al descubrimiento de McFaddin, se produjeron más de 72 millones de barriles de petróleo, principalmente de las áreas más nuevas del campo. Spindletop continuó como una fuente productiva de petróleo hasta aproximadamente 1936. Luego se extrajo azufre desde la década de 1950 hasta aproximadamente 1975.

## Museo Spindletop-Gladys City Boomtown

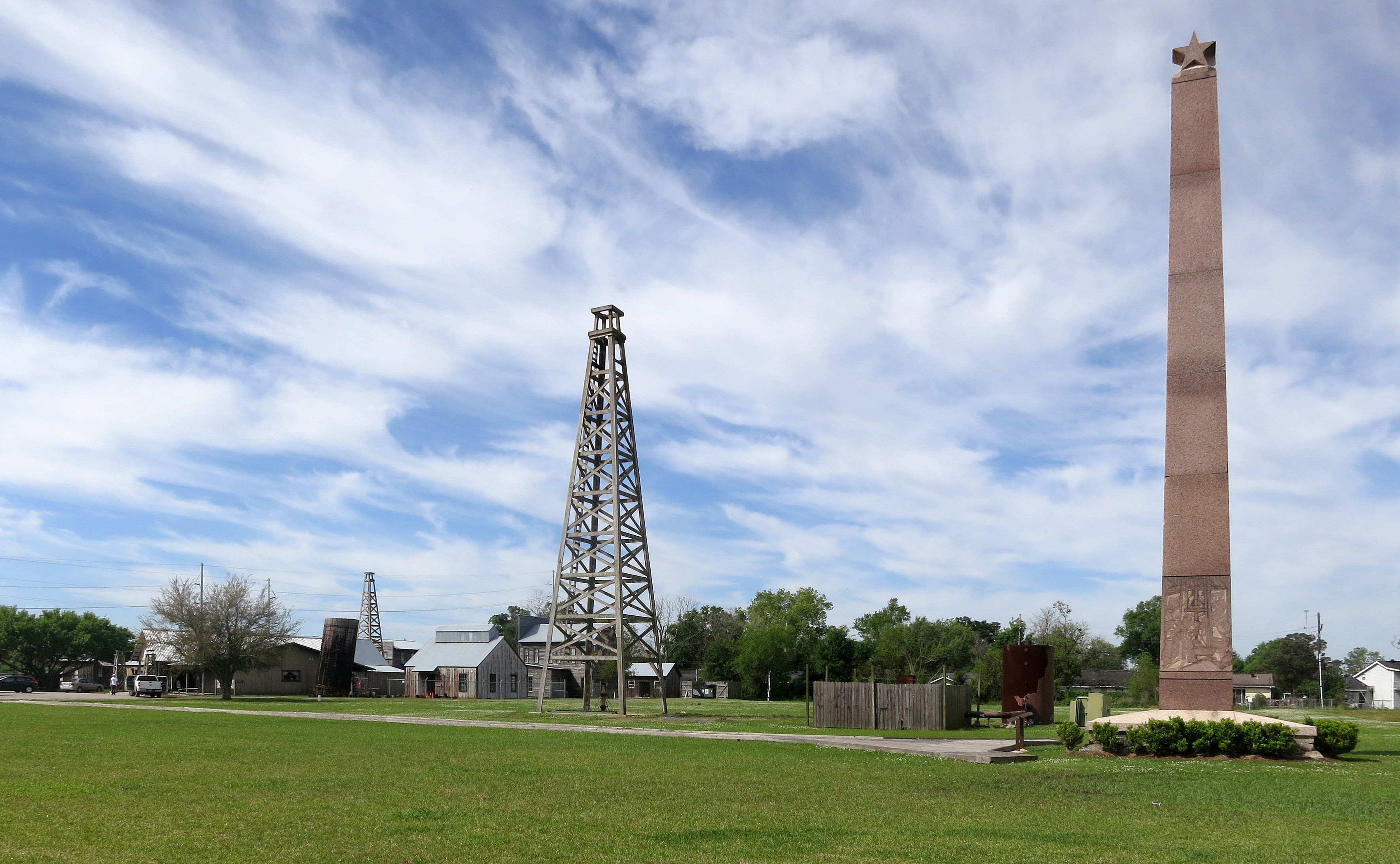
El museo de Spindletop-Gladys City Boomtown

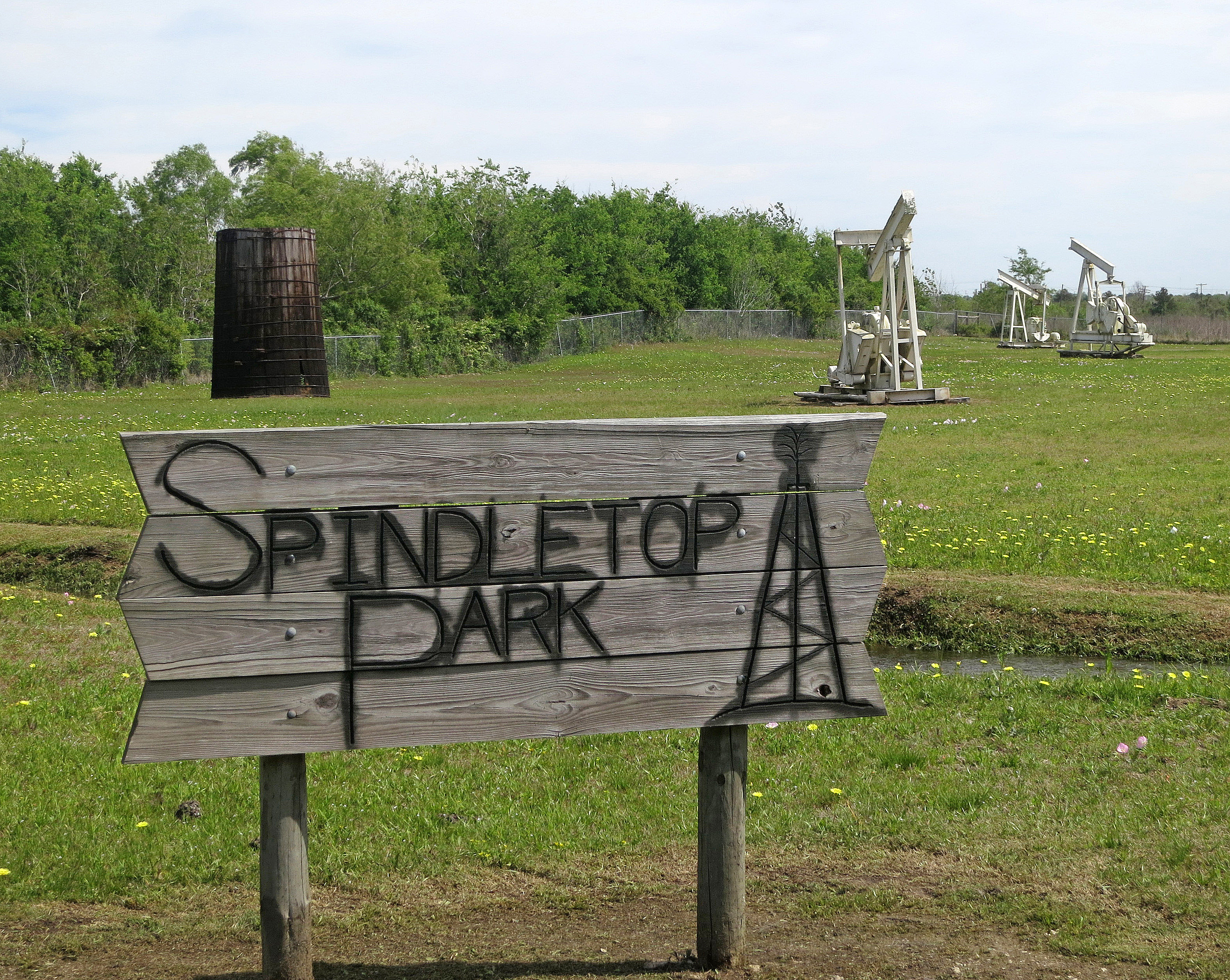
Spindletop Park, la ubicación del famoso pozo. Este es un lugar casi anónimo. El marcador como hito histórico de Spindletop, el monumento y el museo se encuentran en otros lugares

En 1976, la Universidad de Lamar inauguró el Museo Spindletop-Gladys City Boomtown para preservar la historia de la era del chorro de petróleo de Spindletop en Beaumont. El museo incluye una torre de perforación de petróleo y muchos interiores reconstruidos de edificios de Gladys City amueblados con objetos auténticos del período del auge de Spindletop.
El Monumento a Lucas Gusher se encuentra en el museo. Erigido en la boca del pozo en julio de 1941, fue trasladado al Museo de la Ciudad de Spindletop-Gladys después de que amenazaba con caerse debido al hundimiento del suelo. Según un artículo de Nedra Foster, en la edición de julio/agosto de 2000 de la revista Professional Surveyor, el monumento se encontraba originalmente a 4 pies de la ubicación exacta del pozo de Spindletop.
Hoy, la boca del pozo está marcada en Spindletop Park por un asta que enarbola la bandera de Texas. Se encuentra a aproximadamente 1,5 millas al suroeste del museo, en West Port Arthur Road / Spur 93. El sitio incluye una plataforma de observación con carteles de información, aproximadamente a un cuarto de milla del asta de la bandera. El emplazamiento de la boca del pozo se encuentra en medio de un pantano en terrenos privados, y no es accesible. Las instrucciones para llegar al parque y a la plataforma de observación están disponibles en el museo.     
El 4 de diciembre de 1955, la historia de Spindletop fue dramatizada en "Spindletop - The First Great Texas Oil Strike (10 de enero de 1901)" en la serie de historia de la CBS, You Are There. Robert Bray fue elegido para representar a Pattillo Higgins, Mike Ragan interpretó a Marion Fletcher, Parley Baer al Capitán Lucas, Jean Byron como Caroline Lucas, DeForest Kelley como Al Hammill, Tyler McVey como el alcalde Wheat y William Fawcett como agricultor.